# تشانغ وو ريم
تشانغ وو ريم (مواليد 13 فبراير 1992) لاعب كرة قدم كوري جنوبي دولي يجيد اللعب في الدفاع لعب سابقاً مع نادي الوحدة في دوري الخليج العربي الإماراتي و منتخب كوريا الجنوبية .
كانت بداياته مع نادي ألسان هيونداي و انتقل إلى نادي الوحدة مطلع عام 2016 و لعب معهم حتى صيف 2020 .

## روابط خارجية
- تشانغ وو ريم على موقع دوري كوريا الجنوبية (الإنجليزية)
- تشانغ وو ريم على موقع قاعدة بيانات كرة القدم.إي يو (الإنجليزية)
- تشانغ وو ريم على موقع ناشيونال فوتبول تيمز (الإنجليزية)
- تشانغ وو ريم على موقع Soccerway.com (الإنجليزية)